# Маунт-Гореб (Вісконсин)
Маунт-Гореб (англ. Mount Horeb) — селище (англ. village) в США, в окрузі Дейн штату Вісконсин. Населення — 7754 особи (2020).

## Географія
Маунт-Гореб розташований за координатами 43°0′22″ пн. ш. 89°43′51″ зх. д. / 43.00611° пн. ш. 89.73083° зх. д. (43.006016, -89.730925).  За даними Бюро перепису населення США в 2010 році селище мало площу 8,41 км², уся площа — суходіл.

## Демографія
Згідно з переписом 2010 року, у селищі мешкало 7009 осіб у 2696 домогосподарствах у складі 1878 родин. Густота населення становила 834 особи/км².  Було 2826 помешкань (336/км²).
Расовий склад населення:
| - 96,0 % — білих - 0,8 % — чорних або афроамериканців - 0,6 % — азіатів - 0,2 % — корінних американців |

До двох чи більше рас належало 1,8 %. Частка іспаномовних становила 1,7 % від усіх жителів.
За віковим діапазоном населення розподілялося таким чином: 29,5 % — особи молодші 18 років, 59,1 % — особи у віці 18—64 років, 11,4 % — особи у віці 65 років та старші. Медіана віку мешканця становила 35,5 року. На 100 осіб жіночої статі у селищі припадало 92,1 чоловіків;  на 100 жінок у віці від 18 років та старших — 86,7 чоловіків також старших 18 років.
Середній дохід на одне домашнє господарство  становив 73 773 долари США (медіана — 65 703), а середній дохід на одну сім'ю — 87 875 доларів (медіана — 80 372). Медіана доходів становила 59 250 доларів для чоловіків та 41 445 доларів для жінок. За межею бідності перебувало 5,0 % осіб, у тому числі 2,3 % дітей у віці до 18 років та 9,2 % осіб у віці 65 років та старших.
Цивільне працевлаштоване населення становило 3870 осіб. Основні галузі зайнятості: освіта, охорона здоров'я та соціальна допомога — 27,4 %, роздрібна торгівля — 11,9 %, науковці, спеціалісти, менеджери — 10,4 %.